# 95. pehotni polk (Avstro-Ogrska)
Za druge 95. polke glejte 95. polk.
95. pehotni polk (izvirno nemško Infanterie-Regiment Nr. 95; dobesedno slovensko: Pehotni polk št. 95) je bil pehotni polk k.u.k. Heera.

## Poimenovanje
- Galizisches Infanterie Regiment »von Kövess« Nr. 95
- Infanterie Regiment Nr. 95 (1915 - 1918)

## Zgodovina
Polk je bil ustanovljen leta 1883. 

### Prva svetovna vojna
Polkovna narodnostna sestava leta 1914 je bila sledeča: 70% Rutencev, 21% Poljakov in 9% drugih. Naborni okraj polka je bil v Čortkivu, pri čemer so bile polkovne enote garnizirane sledeče: Lvov (štab, I. in IV. bataljon), Foča (II. bataljon) in Čortkiv (III. bataljon).
V sklopu t. i. Conradovih reform leta 1918 (od junija naprej) je bilo znižano število polkovnih bataljonov na 3.

## Organizacija
1918 (po reformi)
- 1. bataljon
- 2. bataljon
- 3. bataljon, 55. pehotni polk

## Poveljniki polka
- 1908: Gustav Nestroy[5]
- 1914: Alois von Bauer[1]